# Ayşe Deniz Karacagil

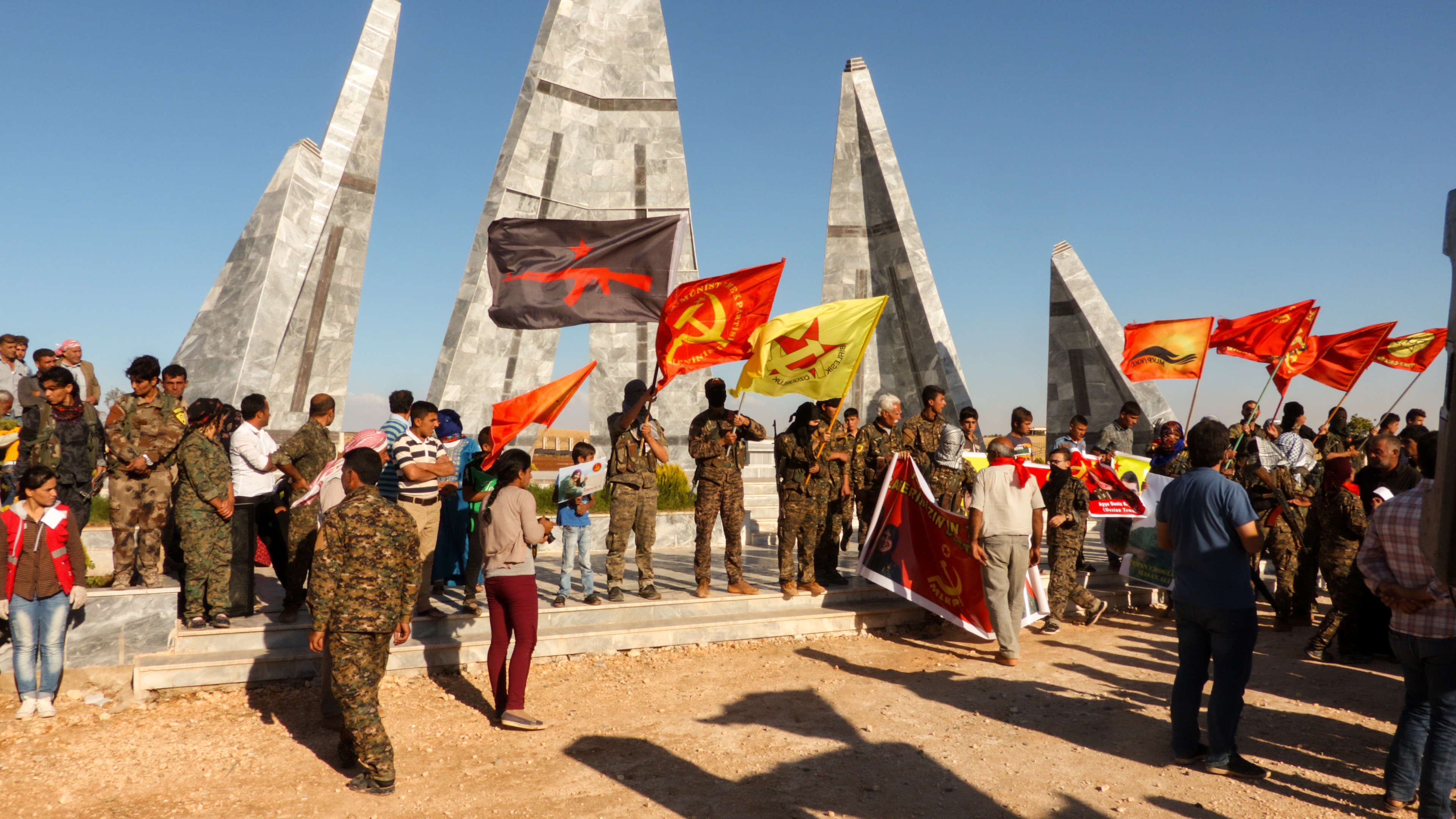
Miembros de la Brigada Internacional de Liberación en el funeral de Karacagil en el Cementerio de los Mártires, Kobane, julio 2017

Ayşe Deniz Karacagil, también conocida como Destan Temmuz (1993-29 de mayo de 2017) fue una activista de izquierda turca quién luchó con el Partido Comunista Marxista-Leninista de la Brigada Internacional de Liberación durante el Conflicto en el Kurdistán sirio de la guerra civil siria. Karacagil atrajo la atención nacional de Turquía durante su participación en las protestas de 2013. Fue asesinada por el Estado Islámico de Irak y el Levante cerca de Raqqa durante la campaña de Al Raqa del conflicto Rojava-islamista. Está enterrada en el Cementerio de los Mártires, Kobanî. Sus padres fueron procesados en Turquía por hacer la seña del puño en alto en su funeral en Siria.